# Giuseppe Cordero Lanza di Montezemolo
Giuseppe Cordero Lanza di Montezemolo (Roma, 26 maggio 1901 – Roma, 24 marzo 1944) è stato un ufficiale italiano, comandante del Fronte Militare Clandestino, martire alle Fosse Ardeatine e Medaglia d'oro al valor militare alla memoria.

## Biografia

### La gioventù e la carriera militare
Apparteneva alla famiglia di antica nobiltà piemontese dei Cordero di Montezemolo, originaria di Mondovì (CN), e di tradizioni militari. Il padre Demetrio era Generale di Brigata. La madre Luisa era la figlia del Generale Giuseppe Dezza. Il fratello Mario, già Sindaco del Comune di Montezemolo,
era nonno dell'imprenditore Luca Cordero di Montezemolo, presidente dal 1991 al 2014 della casa automobilistica Ferrari.
Partecipò alla Grande guerra come volontario nel 3º Reggimento Alpini. Al termine del conflitto continuò la sua carriera nel Genio militare. Iscrittosi all'università, nel 1923 conseguì la laurea in ingegneria civile. Rientrato nell'esercito nel 1924, fu promosso capitano nel 1928, fu incaricato di insegnare presso la Scuola di applicazione dell'Esercito.
Nel 1935 divenne addetto allo Stato Maggiore e nel 1937 partì volontario per la guerra di Spagna con Corpo Truppe Volontarie, dove gli venne affidato un battaglione del Genio telegrafisti, poi fu nominato capo di stato maggiore del Comando della II Brigata Mista “Frecce Nere” e promosso tenente colonnello per meriti di guerra.
Nel 1940 fu nuovamente chiamato allo Stato Maggiore, passando così al Comando Supremo dell'Esercito (Superesercito). Inviato in Africa settentrionale, fu promosso colonnello nel 1943. È decorato di medaglia d'argento e di bronzo, e di Croce di Ferro dai tedeschi. Paolo Monelli in Roma 1943 scrive che Montezemolo partecipò all'incontro di Feltre (BL) del 19 luglio 1943 fra Mussolini e Hitler in qualità di interprete.

### Dal 25 luglio 1943 alla clandestinità
Dopo la caduta del regime fascista il 25 luglio 1943, il nuovo capo del governo, maresciallo Pietro Badoglio, gli affidò la direzione della sua segreteria. Fu designato comandante dell'11º raggruppamento Genio motocorazzato.
In occasione dell'annuncio dell'armistizio dell'8 settembre 1943, mentre re e governo lasciavano Roma nel frattempo dichiarata città aperta Montezemolo fu lasciato nella capitale, a fianco del generale Giorgio Carlo Calvi di Bergolo, genero del re, che assunse poco dopo il comando della "Città aperta", d'accordo con il comandante tedesco Albert Kesselring e nel nome del Regio governo. Montezemolo fece parte della delegazione italiana che trattò direttamente col feldmaresciallo tedesco le condizioni del cessate-il-fuoco nella capitale il 10 settembre 1943 sulla via Tuscolana seguito ai sanguinosi scontri ingaggiati spontaneamente da militari e civili per tentare di impedire l'occupazione tedesca di Roma. Calvi nominò Montezemolo a capo dell'Ufficio affari civili del Comando della Città Aperta, incarico nel quale durerà pochi giorni, perché si rifiutò di prestare giuramento alla RSI.
Infatti già il 23 settembre le forze germaniche – prendendo a pretesto un'aggressione compiuta da alcuni militi italiani della guarnigione della Città Aperta ai danni di loro uomini – rompono gli indugi e si impossessano dei comandi della Città Aperta: irrompendo nel Ministero della Guerra, arrestano Calvi, mentre Montezemolo – d'accordo col suo superiore – riuscì a fuggire, vestendo abiti civili e passando dai sotterranei del ministero, per darsi alla clandestinità.

### L'organizzazione della resistenza militare romana e i rapporti col CLN

La fototessera del documento falsificato di copertura di Montezemolo durante la clandestinità a Roma, con la firma "Giacomo Cataratto"

Montezemolo decise di celarsi sotto il nome di "ingegner Giacomo Cataratto" poi cambiato in "professor Giuseppe Martini". L'8 ottobre viene avvicinato da emissari del Regio Governo che gli ordinano di prendere contatto diretto con Brindisi. Già il 10 ottobre 1943 riesce a ristabilire il contatto radio con Brindisi, e da lì ottiene l'incarico di comandare il Fronte Militare Clandestino, che avrebbe dovuto organizzare e coordinare le formazioni partigiane romane con diramazioni in tutta Italia. Il Fronte Militare Clandestino, già creato dal Generale Giacomo Carboni, era composto da Ufficiali, Sottufficiali e Soldati (e soprattutto Carabinieri) come lui rimasti fedeli al giuramento verso la Corona.
I comandi alleati conferiranno in seguito a Montezemolo anche l'incarico di curare per conto del XV Gruppo d'Armate i collegamenti con il neonato CLNAI, nel Nord-Italia.
In clandestinità, con la collaborazione di pochi fidatissimi uomini (fra cui il suo capo di Stato Maggiore Ugo de Carolis), Montezemolo si sposta continuamente, evitando accuratamente di fornire al controspionaggio e alla polizia tedesca e fascista elementi che potessero coinvolgere i suoi familiari, tanto per proteggerli quanto per evitare che – se catturati – potessero essere usati come ostaggi per ricattarlo.
Il 10 dicembre 1943, come comandante riconosciuto dal governo Badoglio a Bari, dirama a tutti i raggruppamenti militari nell'Italia occupata dai nazifascisti la circolare 333/op, nella quale vengono indicati gli obbiettivi dell'organizzazione clandestina e le direttive per la condotta della
guerriglia per la liberazione dell'Italia dal nazifascismo e il suo inserimento tra le nazioni
democratiche..
Parola d'ordine della sua organizzazione militare era "guerra al tedesco et tenuta ordine pubblico", e le direttive erano "organizzare segretamente la forza per assumere al momento opportuno l'ordine pubblico in Roma a favore del governo di Sua Maestà il Re". La sua organizzazione diventava così direttamente concorrente ai GAP, e – in caso di arrivo delle truppe alleate o improvvisa ritirata di quelle dell'Asse, i suoi uomini e in particolare i Regi Carabinieri avrebbero dovuto garantire l'occupazione dei nodi strategici (radio e ministeri) prima che eventuali bande partigiane non monarchiche potessero appropriarsene.
Per evitare rappresaglie da parte nazista sui civili, Montezemolo vieta di compiere attentati dinamitardi e omicidi contro i tedeschi: "nelle grandi città – scrive infatti il Colonnello – la gravità delle conseguenti rappresaglie impedisce di condurre molto attivamente la guerriglia". La nota – che fa parte di un ordine d'operazioni intitolato "Direttive per l'organizzazione e la condotta della guerriglia", prosegue: "Vi assume preminente importanza la propaganda atta a mantenere nelle popolazioni spirito ostile ed ostruzionistico verso il tedesco, propaganda che è compito essenzialmente dei partiti; e l'organizzazione della tutela dell'ordine pubblico, compito militare sia in previsione del momento della liberazione, sia per l'eventualità che il collasso germanico induca l'occupante ad abbandonare improvvisamente il territorio italiano".
Quando cominciano le persecuzioni naziste contro gli ebrei della capitale, Montezemolo si adopera per far trovare documenti falsi e salvacondotti alle migliaia di ebrei sfuggiti al "sacco" condotto dalle SS contro la comunità israelitica di Roma.
Dal comando di Montezemolo dipende anche il Raggruppamento Monte Amiata, che opera – con soldati italiani in uniforme ed ex prigionieri di guerra – fra Toscana e Lazio come resistenza monarchica. Almeno sulla carta l'organico del Fronte Militare Clandestino doveva arrivare a circa diecimila uomini, anche se si stimava che solo tremila di questi sarebbero stati operativi e armati in caso di improvvisa necessità. Diverse altre bande militari sono organizzate in tutta l'Italia centrale e coordinate da Montezemolo.
Montezemolo si adopera alacremente per coordinarsi con gli altri elementi del CLN romano e in particolare con Giorgio Amendola, del PCI, con il quale pianifica anche le operazioni militari successive allo sbarco di Anzio, operazioni che non avranno inizio per l'incapacità alleata di marciare risolutamente sulla capitale. Il Fronte Militare Clandestino era comunque stato determinante per fornire ai Gruppi di Azione Patriottica esplosivi, dati e informazioni fondamentali per gli attacchi contro le linee ferroviarie usate dai tedeschi per rifornire le truppe sulla Linea Gustav. Secondo Roggero, lo sforzo di coordinazione con tutte le forze politiche antifasciste presenti a Roma all'indomani dello sbarco di Anzio sarebbe stato determinato anche dal "timore di una insurrezione pilotata dai soli comunisti".
Nonostante la collaborazione fra Fronte Militare e CLN, secondo Giorgio Bocca "Montezemolo e i suoi sono fuori, a volte contro il movimento unitario, non ne condividono la politica, tentano una concorrenza di tipo decisamente reazionario. Giuseppe Cordero Lanza di Montezemolo è un ufficiale virtuoso e capace. In vita e in morte lui e i suoi più stretti collaboratori sono degni di ammirazione. Ma il giudizio storico sul movimento, il giudizio dei fatti, è negativo: esso è un freno alla Resistenza nazionale, un motivo di confusione e paralisi".
Anche Corrias sostiene che "le dicotomie fra i due schieramenti non tardarono a manifestarsi", essendo obbiettivo del FMC quello di raccogliere informazioni e garantire l'ordine pubblico in caso di ritirata tedesca, mentre per "le altre componenti militari della Resistenza, nella quasi totalità espressione della militanza di sinistra (...) l'obbiettivo andava ben oltre la consegna della città al Governo Badoglio".

### Le ipotesi sulla cattura
Il 25 gennaio 1944 al termine di una riunione clandestina con il Generale Armellini, Montezemolo viene arrestato dai nazisti assieme all'amico e compagno di lotta Filippo De Grenet. Entrambi sono rinchiusi nelle carceri di via Tasso. Sulle circostanze e le modalità della cattura esistono diverse versioni.
Alcune insistono sulla possibilità che Montezemolo sia stato lasciato catturare dal governo di Brindisi. I suoi buoni rapporti – nonostante la sua dichiarata fede di "anticomunista sfegatato" – con i dirigenti comunisti potrebbero essere stati all'origine dell'invio da Brindisi come superiore, il 10 gennaio 1944, del generale Quirino Armellini – fedelissimo di Pietro Badoglio – sebbene diversi altri generali in clandestinità (Simone Simoni, Sabato Martelli Castaldi, Dardano Fenulli) abbiano accettato di buon grado d'essere sottoposti al comando dell'abile colonnello. Secondo Pietro de Carolis i medesimi buoni rapporti potrebbero averlo portato alla cattura da parte del controspionaggio tedesco, dietro delazione da parte di elementi interessati a non consentire la formazione di un blocco compatto fra partigiani comunisti e resistenza militare lealista.
Giorgio Pisanò e Renato Carli Ballola propendono invece per una combinazione di imprudenze dei membri del Fronte e infiltrazioni delle polizie fasciste e tedesche nell'organizzazione, che era tenuta sotto stretto controllo. Secondo Giorgio Pisanò l'attività del Fronte Militare Clandestino era ben nota alle polizie nazifasciste e ai rispettivi servizi segreti, che erano riuscite a infiltrarvi doppi agenti e informatori. Non appena giunse la notizia del prossimo sbarco di Anzio, la possibilità che l'organizzazione di Montezemolo da fonte di informazioni si trasformasse in una rischiosa quinta colonna alle spalle del fronte tedesco, fece rompere a Kappler gli indugi, e nel giro di sole 48 ore il vertice del Fronte fu arrestato quasi per intero.
Di tutt'altra opinione è Ugo Finetti, secondo cui Montezemolo era "il principale nemico di Kappler", il quale gli diede "personalmente la caccia".. Finetti è dell'opinione che la cattura di Montezemolo sia da ascriversi a un tradimento, per la colpa di essere "un anticomunista sfegatato". Concorda con l'ipotesi della delazione anche Pierangelo Maurizio, secondo il quale la possibilità che i tedeschi potessero ritirarsi da Roma per evitare l'accerchiamento delle truppe sulla Linea Gustav, accelerò i tempi per la sua "liquidazione" da parte dei comunisti. Secondo Maurizio, Raffaele Cadorna nelle sue memorie avrebbe ricordato un colloquio con un dirigente comunista, ignaro del ruolo di Cadorna, nel quale chiese: "Non avete qualche contatto utile coi militari?" La risposta fu "sì, abbiamo un colonnello, un piemontese monarchico, ma poi all'ultimo momento lo facciamo fuori".. Sostengono questa tesi anche Domenico De Napoli, Antonio Ratti e Silvio Bolognini secondo i quali da parte comunista per Montezemolo si attuò la tattica dell'"eliminare gli esponenti delle classi più legate alla dinastia". Anche Corrias ipotizza come retroscena dell'arresto il fatto che l'eventualità di un accordo fra l'ala più moderata del PCI (Amendola) e il FMC era "fortemente avversata dalla componente più estremista dello schieramento di sinistra".
Secondo un carteggio tra l'avvocato Tullio Mango e il suo assistito Herbert Kappler, scoperto da Sabrina Sgueglia e pubblicato dal libro "Partigiano Montezemolo" di Mario Avagliano, l'uomo che aveva dato ai nazisti l'informazione decisiva per giungere alla cattura di Montezemolo fu Enzo Selvaggi, anche lui esponente monarchico della Resistenza, fondatore e direttore del giornale «Italia Nuova». In base a un appunto "stilato, verosimilmente, dopo un colloquio di persona con l'ex capo delle SS di Roma" dall'avvocato Mango, risulta che Kappler "cercava Montezemolo, assolutamente irrintracciabile. Arrestato Enzo Selvaggi, fu interrogato dalle SS per quattro ore e ottenne la libertà rivelando che il giorno successivo Montezemolo si sarebbe recato a pranzo da De Grenet".

### La prigionia e la morte alle Ardeatine
Montezemolo fu tradotto a via Tasso dove per 58 giorni viene sottoposto a duri interrogatori senza rivelare nulla. Secondo la maggioranza delle fonti indirette, Montezemolo fu torturato.
Armellini inviò una comunicazione a Brindisi chiedendo che Montezemolo fosse scambiato con qualche prigioniero tedesco di pari importanza, ma Badoglio non dette seguito alla richiesta. Montezemolo riesce comunque a far pervenire a familiari e commilitoni dei biglietti nascosti nella biancheria, con cui comunica dati precisi sulla cella dov'è imprigionato, nella speranza di un intervento del Vaticano oppure di un colpo di mano per trarlo in salvo.
Il 24 marzo 1944, dopo l'attentato in via Rasella in cui perdono la vita 33 soldati tedeschi, Montezemolo finì nelle liste dei fucilandi, assieme ad altri 334 sventurati nella rappresaglia delle Fosse Ardeatine. La scelta di fucilare anche Montezemolo è inopinata per molti, poiché egli avrebbe potuto garantire – in caso di ritirata tedesca – l'ordine pubblico nella città e dunque anche la tranquillità delle operazioni tedesche.
Sepolto nel luogo di martirio ora divenuto il Mausoleo delle Fosse Ardeatine, Montezemolo lasciò cinque figli: Manfredi, Andrea, Lydia, Isolda e Adriana.
Dopo la Liberazione gli è stata conferita la Medaglia d'oro al valor militare e alla memoria.
Alla sua memoria sono state intitolate alcune caserme: Castel Maggiore (BO) sede del Reggimento Genio Ferrovieri – Roma (dismessa, ora sede centrale della Corte dei Conti) – Cuneo (dismessa) – Palmanova (dismessa).
A Tuscania, comune del Viterbese di cui il figlio Andrea è stato vescovo titolare, gli è stato intitolato il piazzale di accesso al quartiere ex-Gescal. A Roma gli è dedicato un largo verso l'inizio di viale delle Medaglie d'oro.
A Roma è ricordato anche da una targa in sua memoria in via Giambattista Vico 31 nel quartiere Flaminio e dall'intitolazione dell'Istituto Comprensivo Montezemolo nel quartiere EUR.

## Videografia
- Emiliano Crialesi, "Montezemolo, il Colonnello della Resistenza" – Documentario DVD – 52 min. – Pandarosso produzioni – 2013